# Vigfúss Víga-Glúmsson
Vigfúss Víga-Glúmsson (n. 970) fue un escaldo y vikingo de Þverá, Kviabekkur í Ólafsfirði, Eyjafjorður en Islandia. Era hijo de Glúmur Eyjólfsson, personaje histórico de la saga de Víga-Glúms.
Según varias fuentes, Vígfúss era poeta de la corte del jarl de Lade Håkon Sigurdsson. Solo sobreviven dos versos de su poesía, conservados en Fagrskinna. Vígfúss también aparece en varias sagas islandesas, entre ellas la mencionada saga de Víga-Glúms, Ögmundar þáttr dytts, saga de Reykdæla ok Víga-Skútu. y saga Ljósvetninga. Las sagas reales le citan luchando junto al jarl Håkon contra los jomsvikings en la batalla de Hjörungavágr.
Tuvo un hijo, Bergur Vigfússon (n. 1000), que aparece como personaje de la saga de Víga-Glúms.